# Jean-Pierre Kesteman
Jean-Pierre Kesteman (20 janvier 1939 à Ixelles, Belgique - 26 octobre 2016 à Sherbrooke, Canada,) est un historien québécois.

## Biographie
Né en Belgique, il enseigna à l'Université de Sherbrooke pendant 35 ans de 1968 à 2003, et devint même vice-recteur à l'enseignement. Il obtint en 1961 son baccalauréat d’archéologie et d’histoire ancienne de l'université de Louvain, en 1977 sa maîtrise en histoire de l'Université de Sherbrooke et en 1985 son doctorat en histoire de l'Université du Québec à Montréal. Il reçoit, en 2005, le titre de professeur émérite de l'Université de Sherbrooke.
Initialement spécialiste de l'Antiquité, il se spécialisa dans l'histoire des Cantons de l'Est dès 1978. Ses premiers travaux portent sur les périodiques de la région, notamment Le Progrès de Sherbrooke.